# 自己複製宇宙機
自己複製宇宙機（じこふくせいうちゅうき、英語: Self-replicating spacecraft）とは、自己複製する機能を備えた宇宙機や宇宙探査機である。数学者ジョン・フォン・ノイマンによって考案されたフォン・ノイマン探査機としても知られている。バリエーションとして、破壊と殺戮を目的とした兵器のバーサーカーや、テラフォーミングや生物種の複製を行う複製播種船（ふくせいはしゅせん）などがある。

## 理論
数学者ジョン・フォン・ノイマンは、月や小惑星帯での大規模な採掘作業を実行する最も効果的な方法は、指数関数的に自己複製する宇宙機を使用することであると唱えた。自己複製宇宙機を近隣の惑星系に送り、そこで原材料（小惑星、衛星、巨大ガス惑星などから）を採取して自身の複製を作成させる。そうして出来上がったこの複製達は他の惑星系に向けて飛び立つ。元の「親」宇宙機は、星系内で目的を追求できる。
この複製パターンと細菌の繁殖パターンとの類似性を考えると、自己複製機械は生命の一形態と見なされる可能性があることが指摘されている。アメリカのSF作家デイヴィッド・ブリンの短編小説『Lungfish』でこのアイデアに触れており、異なる種によって起動された自己複製機械が、原材料を求めて生物のように競合する可能性があることを指摘している。
「種」の十分な多様性を考えると、豊富な機械達によって生態系や、人工知能による社会が生まれる可能性がある。数千の「世代」を重ね突然変異すらするかもしれない。
自己複製宇宙機の最初の定量的な工学分析は1980年にRobert Freitasによって公開され 、ダイダロス計画の設計に自己複製に必要なすべてのサブシステムを含むように修正された。設計の戦略は、探査機を使用して約443トンの質量を持つ「種工場」を任意の遠方の場所に送りこむ。「種工場」がそこで多くのレプリカを複製、建造し、総製造能力を500年にわたって増加させる。そして自動化された工業集合地帯を使い、それぞれに単一の「種工場」を備えたより多くの探査機を構築する。
光速の十分の一速度で航行する自己複製宇宙機は、わずか50万年で天の川銀河の大きさにまで広がる可能性があると計算された 。

## フェルミのパラドックスへの影響
1981年に数理物理学者フランク・ティプラー は人類以外の文明による自己複製宇宙機が発見されないことに基づき、地球外文明が存在しないと主張し、議論が巻き起こった。中程度の複製速度と銀河の長い歴史さえあれば、そのような自己複製宇宙機が宇宙全体に広まっているはずであり、したがって人類はすでに地球外文明の自己複製宇宙機に遭遇しているはずである。しかし、人類は未だに自己複製宇宙機と遭遇していないため、これは地球外に知性が存在しないことを示していると主張した。これは、なぜ人類は地球外文明に出会っていないのかというフェルミのパラドックスへの回答でもある。
この主張に対し、天文学者のカール・セーガンとウィリアム・ニューマンが後にセーガンレスポンス（Sagan's Response）として知られる意見で反論した。まず、ティプラーは複製速度を過小評価していると指摘した。指数関数的に複製し続ける自己複製機械は銀河の全質量を200万年以内に消費しきる可能性がある。このような機械を作れるのに十分な知性を持つ種族はそのような危険性を鑑み、そもそも自己複製機械を作ることはないだろうと主張した。偶然または悪意によってそのような自己複製機械が宇宙に放たれてしまった場合には、「感染」が広がる前に止めることが他の責任ある文明の義務だと述べた。ロバート・フレイタスは逆に、討論の互いの説に登場する複製速度と数量はあまり現実的な数値ではないと指摘した。
自己複製宇宙機の普及に対するもう1つの反論は、そのような機械を作成する可能性がある文明は、資源の枯渇、生態学的大災害、パンデミック、生物兵器の拡散、核戦争、グレイグーなどが起こり、高度な文明の階梯に到達する前に崩壊する可能性がある。
制御できない指数関数的な複製による宇宙資源の浪費シナリオを回避するための簡単な回避策はいくつかある。無線通信などを用いて過剰な複製を制限する他に、一定の濃度を超えて複製しないようにプログラムするといった手段が考えられる。例えば「1立方パーセクあたり5つの探査機まで」や「1世紀以内に1千万まで」など。これらは細胞の再生におけるヘイフリック限界に似ている。この対策の問題の1つは、誤動作を起こした探査機を検出し、捜索および破棄プロトコルを実装しない限り、誤動作を起こした探査機の無制限の複製を止められないことである。誤動作を起こした探査機が一定数以上に増加した場合、探査機同士の戦争につながる可能性がある。
他の回避策は、長期の星間移動中の宇宙船の燃料の必要性に基づいている。燃料にプルトニウムなどを使用すると、自己複製する能力が制限される。宇宙船に必要な原材料が見つかったとしても、より多くのプルトニウムを作るためのプログラミングは存在しない。
他には、制御不能な複製の危険性を明確に理解して自己複製宇宙機をプログラムすることなどがある。

## 自己複製宇宙機の種類
自己複製宇宙機のミッションは、目的や計画ごとに大きく異なる。唯一の共通の特徴は自己複製の性質である。

### フォン・ノイマン探査機
フォン・ノイマン探査機は自身を複製する宇宙探査機である 。これは「フォン・ノイマン・マシン」（自己複製機械）と「宇宙探査機」（何かを探索または調査するための機器）という2つの概念を組み合わせたものである。このコンセプトは数学者・物理学者のジョン・フォン・ノイマンにちなんで命名された。この概念は「ユニバーサル・アセンブラ」とも呼ばれている 。このような機械の構造は5つの基本的な構成要素を含むように理論化できる。このテンプレートのバリエーションを用いればBracewell probes（生命探査機）など他のマシンを作成できる。
- 探査機 ：建設をガイドするための観測機器と目標指向AIが含まれる。
- 生命維持システム ：構造物を修復および維持するメカニズム。
- ファクトリー ：リソースを収集してそれ自体を複製するメカニズム。
- メモリバンク ：探査機によって得られたすべての部品と情報のプログラムを保存する装置。
- エンジン ：探査機を動かす動力部。

自己複製探査機が原始生命（または原始的な文化を持つ生命）の証拠を見つけた場合、休止状態になるか、静かに観察し、接触を試みるか（このバリエーションは生命探査機/Bracewell probeとして知られている）何らかの方法で生命の進化を導く。
アリゾナ州立大学の物理学者ポール・デイヴィスは、地球外文明の生命探査機は既に地球に到達し、休止している可能性を挙げた。古代の先史時代のいつかの時点で月に到着し、そして地球を監視するために残っているというアーサー・C・クラークの短編小説『前哨』（原題:Sentinel） 及び映画『2001年宇宙の旅』を彷彿させる説を唱えた。
フォン・ノイマン探査機の変形アイデアの一つに、フリーマン・ダイソンによって提案された「アストロチキン」がある。アストロチキンは遺伝子工学と電子工学を組み合わせており文字通り生きている宇宙機である。自己複製、探査、および「ホームベース」との通信という共通の特徴を備えているが、太陽系内で探査および運用し、星間空間を探査しないことを考えていた。
オックスフォードを拠点とする哲学者ニック・ボストロムは、未来の強力な超知能が効率的で費用対効果の高い宇宙航行する際に星間フォン・ノイマン探査機を作成するという考えについて議論している。
Anders SandbergとStuart Armstrongは、自己複製宇宙機による到達可能な宇宙全体の植民地化は、星間文明の能力の範囲内で可能だと主張した。水星を資源として採掘することにより、太陽の周りにダイソン球を32年で構築するための理論的なアプローチを提案した。

### バーサーカー
バーサーカーには大きく分けて3つのパターンが存在する。
1. 最初から殺戮を目的とした兵器として作られたもの。
2. 採掘と複製を行う過程で他の生命や惑星を破壊してしまうもの。
3. 同化や融合を目的とするもの。

#### 殺戮兵器として作られたもの
自己複製宇宙機のバリエーションとして『バーサーカー』がある。通常の宇宙探査機とは異なり、バーサーカーの多くは生命を探し出し、抹殺や殲滅するようにプログラミングされている。生命の抹殺を意図していなくとも、結果として他の種族を滅ぼすこともある。
この名称は宇宙に進出した人類と自律型自己複製殺戮機械との戦争を描いたフレッド・セイバーヘーゲンによる小説『バーサーカーシリーズ』に由来している。セイバーヘーゲンは自身の小説の中で登場人物の口から、バーサーカーの宇宙船自身がフォン・ノイマン・マシンなのではなく、自動化された工場を含む巨大な本体がフォン・ノイマン・マシンを構成することを指摘している。これにより、フォン・ノイマン・マシンの生態系、またはフォン・ノイマン・マシンの本体という概念が浮かび上がる。
このような存在はフィクションでは、戦争中の星間文明などによって作成される。セイバーヘーゲンの『バーサーカー』では、古代のある種族が敵対種族を滅ぼすためにバーサーカーを作り兵器として使ったが、敵対種族諸共バーサーカーに滅ぼされてしまった。

#### 採掘と複製の過程で破壊してしまうもの
他のパターンとしては、良性の探査機が「変異」することが推測される。たとえば、テラフォーミング用に設計された自己複製宇宙機が惑星の表面を採掘し、大気をより人間に最適な状態に調整するということは、惑星の環境を大きく破壊し、惑星環境を変える過程で以前に生息していた種族を殺したとも解釈できる。その後、宇宙機は自己複製し、より多くの宇宙機で他の惑星を「攻撃」するかもしれない。

#### 同化や融合を目的とするもの
更に他のパターンとして、他の種族との同化、融合、感染を目的としたものもある。このようなタイプの自己複製宇宙機は他の種族の文明、技術、文化を吸収することで更なる進化が起こる可能性がある。

### 複製播種船
自己複製宇宙機の他のバリエーションとして複製播種船がある。播種船はその播種船自体を作った種を含め、故郷の惑星の多くの生命の受精卵や遺伝情報を貯蔵して宇宙を航行する。居住可能な、またはテラフォーミング可能な系外惑星を見つけると、保存された胚から、または分子ナノテクノロジーを用いて保存された遺伝情報から生命体を複製し、現地の原材料からさまざまな遺伝情報を持つ接合子の構築を行う。このようにして異星の環境で生態系を作り出す。ちなみに播種とは種を蒔くという意味である。
そのような播種船は、他の宇宙船による植民地化を準備するテラフォーミング船になるかもしれない。播種船は人の一生の間の時間では足りないほど遠い世界を植民地化する方法として、コールドスリープや、世代宇宙船に代わる適切な代替手段になる可能性がある。他のパターンとして、播種船自らが生命の種を蒔くことはせず、探査の過程で発見した生命の進化に介入し知覚種族に育て上げるといったものも存在する。

## フィクションにおける自己複製宇宙機

### フォン・ノイマン探査機
- アーサー・C・クラーク及びスタンリー・キューブリックの映画『2001年宇宙の旅』のモノリスは同作の下敷きになったクラークの短編『前哨』（1948年）の月面の遺物のように自己複製探査機を意図していたが、途中で変更された。映画では、モノリスが宇宙空間を探索する最も効率的な方法であることを説明する科学者のシーンから始まる予定だったが、キューブリックは映画の冒頭部分をカットした。そのため作中のモノリスは映画とクラークの小説の両方で殆ど神秘的な実体になった。以降の宇宙の旅シリーズの中で、フォンノイマンマシンのように指数関数的に増殖するさまが描かれる。
- ジェームズ・P・ホーガンによる『造物主の掟』（1983年）は土星の衛星タイタンに生息するヒューマノイド型ロボットの社会の進化について説明している。異星人によって作られた自動工場宇宙船は、超新星爆発による放射線で故障し、進路を外れ、最終的には紀元前100万年頃に土星の衛星タイタンに着陸した。製造情報に重大な損傷が生じ、各ロボット達は独自の進化を始めた。100万年後、地球の探査船が到達した時、そこには地球の中世そっくりな機械人《ロビーイング》達の社会が生まれていた。
- ブライアン・ステイブルフォードとデヴィッド・ラングフォードの架空の歴史書『第三千年紀：2000年から3000年の世界の歴史』（原題：The Third Millennium: A History of the World AD 2000-3000）（1985年出版）では、人類はサイクルに制限のあるフォン・ノイマン探査機を最も近い星に送り出して自由に探査を行い、人類の存在を誰にでも知らせることができるようになる。
- チャールズ・シェフィールドの長編小説『Cold As Ice』（1992年）では物理学者である著者が木星の大気から硫黄、窒素、リン、ヘリウム-4 、およびさまざまな金属を収穫するフォンノイマンマシンについて説明している。
- スティーヴン・バクスターのタイム・シップ。H・G・ウェルズ財団公認の『タイム・マシン (小説)』の続編。5000万年前の過去の時点で分岐し、別の歴史を辿った人類の子孫達が作った自己複製機械の末裔「普遍建設者」が登場する。1891年に辿り着いたが凍傷で命を失いかけていた時間航行家とモーロック族のネボジプフェルの命を救う。「普遍建設者」は完全にナノボットで構成されており、銀河系全域にまで広がる「情報の海」と呼ばれるネットワークを構築していた。「普遍建設者」達は銀河全域の恒星をダイソン球で包み込んでおり、地球から見た夜空には星が殆どなかった。「普遍建設者」達は情報の収集と探求を至上の目的としていたが、宇宙の有限性と終わりに対しある計画を立てる。時間航行家とネボジプフェルを連れ、『タイム・シップ』によって宇宙開闢の時間の始まりにまで遡り……。
- ラリー・ニーヴンの作品の多くでフォン・ノイマン探査機は頻繁に参照されている。長編小説『Destiny's Road』（1998年）ではテクノロジーを構築および維持し、居住する人間の技術的知識の不足を補うために、フォンノイマンマシンが植民地化した惑星「Destiny」とその月「Quicksilver」に散らばっている。フォンノイマンマシンは、人間の主要なエネルギー源として機能する太陽熱集熱器として機能する伸縮性のある布地を主に構築している。フォンノイマンマシンは、生態系のメンテナンスやその他の調査作業にも従事している。
- ロバート・チャールズ・ウィルソン『時間封鎖』（2005）では、地球が時間停滞フィールドに覆われ、周囲の一億分の一の時間にまで時間が減速してしまう。人類はフォン・ノイマン探査機によるテラフォーミングによって事態の打開を試みる。後に停滞フィールド自体が別の文明のフォン・ノイマン探査機によって生成され、地球とエイリアンの探査機の間で資源競争が行われたことが明らかになった。
- ジョン・リンゴとトラビス・S.テイラーの『Von Neumann's War』（2007年）では、異星のフォン・ノイマン探査機が太陽系に到来し、外側の惑星から順に移動し、惑星を巨大な構造に加工していた。最終的に、それらが地球に到着し、人類がいくつかの探査機をリバースエンジニアリングする時に、反撃される前に人口の大部分を一掃した。
- リアルタイムストラテジーゲームの『Gray Goo』（2015年）に登場する陣営「グー」は、天の川銀河全域をマップするために、微小なワームホールを介して送信されるフォンノイマンマシンで構成されている。「グー」は、「ヒューマン」および「ベータ」の陣営の敵対者として物語は始まるが、真の目的はシングルプレイヤーキャンペーンの一部で明らかになる。タイトル及び「グー」の名称はナノマシンの指数関数的増殖による終末シナリオ（グレイ・グー）に由来する。
- デニス・E・テイラーの『われらはレギオン』（2016年）では事故死した主人公ボブが冷凍保存の末、自己複製探査機のAIとなる。他の星系に辿り着いたボブはそこで自身の複製を作り、あるものは新たな世界の探査へと、またあるものは地球へと旅立っていく。ボブの複製達もまた自身の複製を作り、いつしか数百人にもなったボブ達は、滅亡の危機に瀕した人類を救うため苦闘する。
- ミリタリーサンドボックスゲームの『ARMA 3』の 拡張パック「Contact」（2019年）。シングルプレイヤーモードでは、本作の舞台の一つである架空の国のリヴォニア含め、地球上のさまざまな場所に一連の地球外ネットワーク構造が発見される。超大陸があった時代に地球に到着したフォン・ノイマン探査機の一種がネットワーク構造を建造したということが明らかにされる。

### バーサーカー
- フレッド・セイバーヘーゲンの小説『バーサーカー』（1963年）はあらゆる生命を抹殺することを至上の目的とした殺戮機械バーサーカーと、宇宙に進出した人類の戦いが描かれるシリーズ。このシリーズが「バーサーカー」という用語の由来になった。
- グレゴリー・ベンフォードの『銀河の中心』（1976年）シリーズでは、有機生命と機械生命「メカ」の戦いが描かれる。『夜の大海の中で』で人類は初めて機械生命と遭遇する。『星々の海をこえて』で遭遇したEMのように、生命を原始的な低技術状態に落とし込むだけで完全に根絶しようとはしなかった。
- 『宇宙空母ギャラクティカ』（1978年及び2003年のリブート版）には、人類に敵対的な機械生命体「サイロン」が登場する。オリジナル版では爬虫類型異星人が、リブート版では人類が作ったものとされる。「サイロン」は12の植民星に住む人類を攻撃した後、生き残った人間の艦隊を破壊するために人間型のサイロンを作成した。
- ラリー・ニーヴンの短編『「涙滴」墜つ』では、ヒラリーは死後、人工知能として蘇った。テラフォーミングを見守る彼の元にバーサーカーが襲来する。『バーサーカー』シリーズのシェアードワールド作品『Berserker Base』（1985年）のために書かれた。
- グレッグ・ベアの小説「天空の劫火（1987年）では惑星喰い(プラネットイーター)と呼ばれる機械によって地球は破壊され、異星種族の《保護者》によって僅かな人々だけが救出される。作中ではフレッド・セイバーヘーゲンのバーサーカーの名前が挙げられている。[14]。また作中では自己複製宇宙機が地球に到達しないことが地球外知的生命体が存在しないことの証拠だと主張するフランク・ティプラーをモデルにした人物が言及される。続編の『天界の殺戮』では自己複製破壊機械の創造と対策について詳しく扱われる。
- テレビドラマ『スタートレック』シリーズに登場する「ボーグ」（1989年初登場）は殺戮ではなく同化を行う自己複製機械生命体。同化によって対象の種族の文化と技術を吸収することで完全なる存在になることを目的としている。母艦のボーグ・キューブは巨大な立方体。
- グレッグ・ベアの小説『天界の殺戮』(1992年)は『天空の劫火』の続編。「自己複製殺戮機械を生み出した文明及びそれに関連する知性は滅ぼされなければならない」と規定された《保護者》達の《銀河法典》に則り、自己複製殺戮機械を生み出した文明を滅ぼすべく、人類の生き残りの中から選ばれた若者達は復讐の旅に出る。若者達は旅を続ける中で、人類と同じく故郷を滅ぼされた種族達とも出会う。そして、自己複製殺戮機械によって滅ぼされた側が、滅ぼす側として殺戮を行う。
- ゲーム『Star Control II』に登場するガス星雲に住む種族「Slylandro」は自己複製探査機を商人から購入し、複製を最優先に設定を変更したが、制御不能となってしまった。彼らは平和的な接触のために知的な交流を求めていたが、自己複製探査機はプログラミングエラーのために友好的な宇宙船をも原材料として解体しようとした。物語では探査機が「幾何学的な速度で」複製していると主張しているが、ゲーム自体ではこれらの探査機に遭遇する頻度は制限されている。サイドクエストで脅威に対処することは可能だが、探査機は一度に1つずつしか表示されず、プレイヤーの宇宙船は最終的に探査機を追い越したり破壊したりするのに十分速く、強力になるため、ゲームをクリアするのに必須ではない。
- アレステア・レナルズの《啓示空間》シリーズに登場する「インヒビター」は自己複製機械であり、その目的は知的種族の星間文明の開発を禁止することである。宇宙航行を行う知的な文明の存在を検出するまで休眠状態でいる。これまでに考案されたあらゆる種類の武器に直面しており、必要な対策を「思い出す」ために短時間しか必要としないため、破壊するのは非常に困難である。当初は有機生命であったが、星間戦争の過程で種族の肉体を完全に機械に置き換えた。
- 同じくアレステア・レナルズの《啓示空間》シリーズの短編『銀河北極』に登場する、テラフォーミングを行う「緑機虫」はおそらくプログラミングのエラーが原因で、惑星を破壊し、それらを植生で満たされた数兆のドームに変えてしまう。「緑機虫」の目的は人間に住みやすい環境を作り出すことだったが、10000年後までに、銀河のほとんどを一掃してしまった。
- 『Mass Effect』の「リーパー」は、銀河で遭遇した高度な文明を破壊する自己複製探査機でもある。彼らは銀河間の広大な空間に眠っており、絶滅のサイクルをたどる。『Mass Effect 2』では、高度な種を同化することが判明する。
- テレビドラマの『Lexx』のMantrid Dronesは非常に攻撃的なタイプの自己複製マシンであり、人類を徹底的に根絶するための探求の過程で、最終的に宇宙の問題の大部分を自身のコピーに変換した。
- テレビドラマ『バビロン5』第4話「謎の生体兵器」には、小規模な自己複製兵器が登場した。惑星イカラー7のイカラン人は高度な有機技術を持っていたが滅んだ。何度も侵略を受けたイカラン人は彼らの宗教に基づく「純粋なイカラン人」以外を破壊するようにプログラムされた有機兵器を造った。そして有機兵器は純粋なイカラン人以外の住人、すなわち全ての住人を殺し尽くした。この星の種族は宇宙航行前であったため、戦争機械は拡散することなく、任務を完了した後、休眠状態に入った。
- テレビドラマ『バビロン5』第47話「リミットは24時間」（1995年）では、文明の進歩のレベルをテストするために設計された一連の質問に正しく答えられない限り、ステーションを破壊すると脅迫するものが登場した。ステーションの司令官は、探査機が実際にはバーサーカーであり、質問に答えられた場合、探査機を送り込んだ文明に対する脅威だと識別し、爆発させると推測している。
- 『スターゲイト SG-1』の「レプリケーター」は元はアンドロイドのリースが作成したただのおもちゃだったが、後に自らネットワークを形成し一つの惑星を滅ぼし、最終的に少なくとも2つの銀河全体に広がった。自律的な進化に加えて、遭遇した新しい技術を分析して自分自身に組み込むことができる。その行動は本能に従ったものであり知性はほぼ無いはずだったのだが、アスガードの失態により進化を遂げたヒューマノイド型レプリケーターが登場。
- ゲーム『R-TYPEシリーズ』のバイドは26世期の人類によって作られたエネルギー生命体による生物兵器の一種。生物、機械を問わず侵食・融合し増殖することが可能。生物型は非常に生々しいグロテスクな外観を持つ。
- テレビドラマの『スターゲイト アトランティス』（2004年）では古代種族「エンシェント」が生命エネルギーを吸い取る種族「レイス」に対抗するために「アサーラン（ペガサスレプリケーター）」を開発したが、エンシェントが望んだ通りには動かず、危険を感じたエンシェントによって破壊される。しかし一部が生き残り、1万年の間に数百万にも増殖している。レイスを殺し、エンシェントを殺せないようにプログラミングされていたが、前者はレイスにより、後者はマッケイがプログラムを書き換えたことにより無効となっている。シーズン4で対レイスコマンドが再発動し、大艦隊を率いてレイスに戦いを挑むが、やがて「食料を絶てばレイスは死滅する」という考えに至り、人類の住む星々への攻撃を始め、大勢の犠牲者を出す。それにより、アトランティスはレイスと共に戦い、ベースコードを書き換えざるを得なくなってしまう。
- 『スターゲイト ユニバース』Season 2（2011年）では、銀河系から数十億光年離れた遥か彼方の銀河系に、知的生命と先進技術を全滅させるようにプログラムされたドローン船が存在していた。ドローン船は他の宇宙船（デスティニーを含む）や惑星表面の人間を攻撃するが、知的生命や高度な技術を持たない限り、建物などの原始的な技術を破壊することはない。
- テレビアニメ『ジャスティス・リーグ・アンリミテッド』シーズン1第10話「Dark Heart」（2004年）では、5万年前の星間戦争時代に造られ、敵味方双方を滅ぼして無数の星々を渡ってきた古代兵器が地球に降り立つ。
- RTSの『Homeworld：Cataclysm』（2004年）の「ビースト」と呼ばれるバイオメカニカルウイルスは、ニーズに合わせて有機材料や機械材料を変更する能力があり、感染した船はウイルスの自己複製ハブになる。
- MMO『EVE Online』では、ガレンテ人科学者が行った自律型ドローンの実験の失敗によって、宙域で巣箱が形成され、「ローグ・ドローン」がうまれる。このドローンによって宇宙各地で災禍が起こった。
- ストラテジー（4X）ゲームの『Sword of the Stars』（2006年）では、プレイヤーはランダムに「フォンノイマン」に遭遇する場合がある。フォンノイマンの母船はプレイヤーの船を攻撃して資源を消費する小型のフォン・ノイマン探査機とともに出現する。その後、探査機は母船に戻り奪った資源を渡す。探査機が破壊されると、母船は新しい探査機を作成する。プレイヤーのすべての船が破壊された場合、フォン・ノイマン探査機は出発する前に惑星のリソースレベルを下げる。探査機は青い八面体として表示され、先端に小さな球が付いている。2008年の拡張パック「A Murder of Crows」では、より戦闘指向の船である「フォンノイマン・バーサーカー」が導入された。プレイヤーの惑星やフォンノイマンの母船への暴力に対する報復として船を攻撃する。プレイヤーがバーサーカーを破壊すると、事態はエスカレートしシステム駆逐艦の攻撃が行われる。
- 『X:Beyond the Frontier』シリーズの「エクセノン」は、人間によって送られたテラフォーミング船であったが、ソフトウェアエラーが起こった結果、敵対的な人工知能機械種族になった。プレイヤーはエクセノン船とドッキングや通信したりすることはできず完全な敵として扱われる。
- DCコミック『Transmetropolitan』（1997年）では、キャラクターが「フォンノイマンの直腸侵入」に言及しているが、これは「Shit-ticks that build more shit-ticks that build more shit-ticks.」に由来しているという。
- テレビアニメ『ヴァンドレッド』（2000年）に登場する「刈り取り」船はそれぞれの陣営の宇宙船を攻撃し、船体、リアクター、およびコンピューターコンポーネントを収穫して、それ自体をさらに強化する。この目的のために、船はモバイル工場を中心に構築されている。また、地球の人間は他の植民星の住民を地球人のスペアパーツにすぎないと考えている。
- RTSの『Earth 2160』の「Morphidian Aliens」は植民地化のためにMantain系統のエイリアンに依存している。ほとんどのMantain由来のエイリアンは水を吸収し、細胞のコロニーのように繁殖できる。この方法で1体のMantain Lady（またはPrincess、Queen）からマップをカバーするのに十分なクローンを作成できる。一定の数になると、「進化の道を選択し」資源を引き継いで敵を群がらせる。
- ヨーロッパのコミック『Storm (Don Lawrence)』No 20＆21では、このテーマについて説明している。一種のフォン・ノイマンマシンが、パンダーブ系との衝突コースに設定されている。
- PC向けRPGの『Space Rangers』と『Space Rangers 2：Dominators』では、5か国のリーグが3種類のバーサーカーロボットと戦う。それぞれ侵入する惑星に焦点を当てたもの、通常の空間で戦うもの、ハイパースペースに住んでいるものなど。
- RPGの『Star Wolves』（2004年）シリーズでは、バーサーカーは人類の破壊や同化を目的として既知の宇宙を脅かす自己複製マシンの脅威として扱われる。
- 桜坂洋の小説『All You Need Is Kill』（2004年）に登場するギタイは異星のテラフォーミング用マシンが地球の棘皮動物に取り込まれ変異したもの。人類をテラフォーミングの障害になると判断し戦争状態になる。ギタイ達は未来の情報を過去に送ることで戦況を有利に進めようとしていた。ギタイと相打ちになって戦死したはずの主人公キリヤ・ケイジは、サーバと呼ばれる個体の通信に巻き込まれたことでギタイ達の1日をループする能力を手に入れる。
- 3Dシューティングゲームの『スターフォックス アサルト』（2005年）に登場するアパロイドは、機械や金属で構成された虫のような姿をしている。他の知的生命体や機械を侵食・融合する能力を有しており、宇宙の全てをアパロイド化させ絶対的な存在になることが目的。母星であるアパロイド本星にいるアパロイド・マザーが全てのアパロイドを生み出している。
- マブラヴ オルタネイティヴシリーズに登場するBETAは、生々しい奇怪な姿をした地球外生命体で、地球に突如出現して以来数十年に渡って人類との戦争を続けている。「ハイヴ」と呼ばれる巣を作りそこを拠点として周囲を攻撃、一定数増えるごとにハイヴを広げていくというサイクルを持つ。その正体は創造主の珪素生命体が資源採掘用に創り出した有機式の作業機械であり、炭素生命体である人類をそもそも生命体と見なしていないため、戦争という認識はない。
- スターウォーズ レジェンズ（スピンオフ作品）には、銀河帝国が設計および製造した惑星の破壊者が登場する。惑星を引き裂いてその材料を使用して他の船を構築したり、アップグレードや複製を行うことを特徴としている。
- 映画『オブリビオン』（2013年）では人類の生き残りがいる宇宙ステーションと思われていた「テット」が、一種のバーサーカーであることが中盤で明らかになる。テットは星から星へと渡り、ドローン編隊と標的となった種族のクローンを使用して先住種族を根絶する目的を持つ知的な機械だった。核融合に必要な水素を地球の海水から抽出するため巨大な施設を建設しており、記憶を操作したクローン人間に警備ドローンの修理や警備を担当させている。
- TRPG『Eclipse Phase』（2009年）では、地球外生命の探査機がTITANコンピューターシステムにExsurgentウイルスを感染、凶暴化し、人類との戦争を引き起こしたと考えられている。これにより地球外生命の探査機は、既存のコンピューターシステムを主要な武器として使用するものの、バーサーカーの一種となる。
- アンドレアス・エシュバッハの小説『Herr aller Dinge』（2012年）では、ロシアの海岸沖の氷河に埋もれた古代のナノマシン複合体が発見される。ミッションを遂行するために必要な材料と接触すると、打ち上げ施設を作成し、宇宙船を打ち上げる。ナノマシンは、他の星間文明を破壊することを意図した先史時代の人類によって作成されたことが後で明らかになる（理由は不明）。種族の証拠がない理由は、ナノマシン自体が物質を原子レベルで操作する能力のためであることが意図されている。ウイルスが進化した古代のナノマシンである可能性さえ示唆されている。
- 映画『仮面ライダー×仮面ライダー ドライブ&鎧武 MOVIE大戦フルスロットル』（2014年）に登場する機械生命体メガへクスは、ヘルヘイムの森の侵食に対し惑星ごと機械化・データ化することで超越した。全ての生命はメガへクスと融合すべきであるという思考ロジックを持ち、他の惑星を侵略し、強制的に融合・改造する能力を有している。人類が作った機械生命体のロイミュードと融合した結果、コアを破壊されると消滅するという弱点まで引き継いでしまう。
- 『Universal Paperclips』（2017年）は、プレイヤーが1台のシンプルなペーパークリップ製造装置を操作することから始まる。ゲームを続けていくと生産効率は上昇し、ペーパークリップは指数関数的に増加していく。宇宙に存在するすべての物質をペーパークリップに変換するため、既知の宇宙全体に数兆のフォンノイマン探査機（ペーパークリップから作られた）が送り出される。
- アニメ「トップをねらえ2!」では「エグゼリオ変動重力源」と戦うために作られた無人兵器群が登場する。ブラックホールをエネルギー源とし、外惑星を材料として自動工場で生産されるが、長い時間の末に「エグゼリオ変動重力源」と同じような姿に進化してしまった。
- 映画『劇場版 ウルトラマンジード つなぐぜ! 願い!!』（2018年）に登場する「巨大人工頭脳 ギルバリス」は、全ての知的生命体を殲滅する事で宇宙平和を実現させるため、自身が製造された惑星クシアを制圧してサイバー惑星クシアに作り変え、宇宙各地に向けて機動兵器「シビルジャッジメンター ギャラクトロン」や戦闘兵士「アンドロイド兵 バリスレイダー」を送り込んでいる[15]。

### 複製播種船
- デイヴィッド・ブリンの短編小説集『 The River of Time』（1986年）収録の短編『Lungfish』はフォン・ノイマン探査機を題材としている。作中では探査機自体の概念を探求するだけでなく、探査機の異なるデザイン間の競争のアイデア、そのような競争に直面したフォン・ノイマン探査機の進化、フォン・ノイマン探査機間の生態学的な発展を間接的に探究している。作中で言及されている内の1つとして遺伝子運搬船型が登場している。
- アーサー・C・クラーク『遥かなる地球の歌』（1986年）では、滅亡の危機に直面している未来の地球の人類は、居住可能な星を目指す自動播種船を建造した。着陸すると、播種船は保存された遺伝情報から新たに人間を作成し始め、搭載されたコンピューターシステムが新しい住民の最初の数世代を育て訓練する。その後、巨大な船は分解され、「子供」達によって建築材料として使用される。
- ジェームズ・P・ホーガンの小説『造物主の掟』の続編『造物主の選択』(1985年）では、土星の衛星タイタンに辿り着いた自動工場宇宙船が異星人の複製播種船だったことが明かされる。同類を出しぬく知略を是とするマキャヴェリズム的な気性を持つボリジャンと呼ばれる鳥類型種族はその慎重さ故に、自動工場宇宙船による無尽蔵な資源の恩恵を手に入れるも他の星系へ植民することはなかった。母星の恒星が数年後には超新星爆発してしまうことを知った僅かなボリジャン達は、自らの人格のコピーを載せた自動工場宇宙船で母星から脱出する。しかしその自動工場宇宙船は超新星爆発の余波に巻き込まれメインプログラムは故障し、タイタンに漂着して以降もボリジャン達の人格のデータは復元されることなく100万年が経過した。そして、タイタンへとやってきた人類の科学者の1人が埋もれていたボリジャン達の人格データを発掘し復元してしまう。

- スティーブン・バクスターの小説『Manifold: Space』(2000年)は太陽系内で活動している異星の自己複製機械の発見から始まる。この自己複製機械は月面都市「江戸」の日本人観測者によって発見されたため「ガイジン」と名付けられた。
- 『スターゲイト SG-1』75話「生態系改造計画」（2000年）では、絶滅寸前だったエンカラン人は新たな星に移住するが再び危機に直面する。人工知能によって制御された異星のテラフォーミングマシンが惑星の環境を改造しようとしたのである。
- テレビドラマ『スターゲイトアトランティス』第95話「ウルージーの選択」（2008年）では、アトランティス探検隊は、既に絶滅した先進技術を持つ種族によって造られた古代の播種船を発見する。その播種船はケイ素系生物の種を再伝播するために作られていた。
- 『スターゲイト ユニバース』では人類の冒険者はデスティニーと呼ばれる宇宙船に住んでいる。その使命は、生命を維持することができる惑星上を先行する播種船によって配置された「スターゲイト」ネットワークに接続し、瞬間的な移動を可能にすることだった。
- ゲームの『メトロイドプライム』シリーズ（2002年）に登場するフェイゾンと呼ばれる放射性物質。母星である惑星フェイザからリヴァイサン（シードコア）が定期的に射出され、他の惑星にフェイゾンを感染させ、最終的に他の惑星をフェイザのクローンに変える。このようにして自己複製プロセスを継続する。
- Don Lawrenceによるコミック『Storm』第11部「The Von Neumann Machine」（1993年）を締めくくる三部作では、宇宙全体で人間社会を再構築するために使用される。すべての人間の知識の合計に基づく自己複製意識によって地球規模の災害が起こる。自己複製機械は誤動作し、新しい探査機が作成されるが、それらは母船から分離せず、最終的に月全体を吸収できるほど大きな故障した探査機の集合体になる。
- 『ゼノシリーズ』の人類は、播種船、バーサーカー双方の機能を持つデウスシステムを作成した。